# Grand Montauban
Grand Montauban ist ein französischer Gemeindeverband mit der Rechtsform einer Communauté d’agglomération im Département Tarn-et-Garonne in der Region Okzitanien. Er wurde am 21. Dezember 1999 gegründet und umfasst 12 Gemeinden (Stand: 1. Januar 2025). Der Verwaltungssitz befindet sich in der Gemeinde Montauban.

## Historische Entwicklung
Der Gemeindeverband wurde ursprünglich als Communauté d’agglomération du Pays de Montauban et des Trois Rivières gegründet. Mit Wirkung vom 1. Januar 2011 bekam die Communauté ihren heutigen Namen.
Mit Wirkung vom 1. Januar 2017 trat die Gemeinde Reyniès dem hiesigen Verband bei.
Mit Wirkung vom 1. Januar 2018 verließ die Gemeinde Lacourt-Saint-Pierre die Communauté de communes Grand Sud Tarn et Garonne und schloss sich dem hiesigen Verband an.
Mit Wirkung vom 1. Januar 2019 verließ die Gemeinde Escatalens ebenfalls die Communauté de communes Grand Sud Tarn et Garonne und schloss sich diesem Gemeindeverband an.
Mit Wirkung vom 1. Januar 2025 verließ die Gemeinde Léojac die Communauté de communes Quercy Vert-Aveyron und schloss sich diesem Gemeindeverband an.

## Mitgliedsgemeinden
| Gemeinde             | Einwohner 1. Januar 2022 | Fläche km² | Dichte Einw./km² | Code INSEE | Postleitzahl |
| -------------------- | ------------------------ | ---------- | ---------------- | ---------- | ------------ |
| Albefeuille-Lagarde  | 590                      | 8,03       | 73               | 82001      | 82290        |
| Bressols             | 3.883                    | 20,39      | 190              | 82025      | 82710        |
| Corbarieu            | 1.707                    | 13,03      | 131              | 82044      | 82370        |
| Escatalens           | 1.139                    | 17,99      | 63               | 82052      | 82700        |
| Lacourt-Saint-Pierre | 1.265                    | 14,77      | 86               | 82085      | 82290        |
| Lamothe-Capdeville   | 1.076                    | 11,92      | 90               | 82090      | 82130        |
| Léojac               | 1.279                    | 12,80      | 100              | 82098      | 82230        |
| Montauban            | 62.487                   | 135,17     | 462              | 82121      | 82000        |
| Montbeton            | 4.335                    | 15,98      | 271              | 82124      | 82290        |
| Reyniès              | 878                      | 9,94       | 88               | 82150      | 82370        |
| Saint-Nauphary       | 1.934                    | 24,43      | 79               | 82167      | 82370        |
| Villemade            | 824                      | 9,21       | 89               | 82195      | 82130        |
| Grand Montauban      | 81.397                   | 293,66     | 277              | –          | –            |